# Argao
Argao is een gemeente in de Filipijnse provincie Cebu op het gelijknamige eiland. Bij de census van 2015 telde de gemeente ruim 72 duizend inwoners.

## Geografie

### Bestuurlijke indeling
Argao is onderverdeeld in de volgende 45 barangays:
| - Alambijud - Anajao - Apo - Balaas - Balisong - Binlod - Bogo - Butong - Bug-ot - Bulasa - Calagasan - Canbantug - Canbanua - Cansuje - Capio-an | - Casay - Catang - Colawin - Conalum - Guiwanon - Gutlang - Jampang - Jomgao - Lamacan - Langtad - Langub - Lapay - Lengigon - Linut-od - Mabasa | - Mandilikit - Mompeller - Panadtaran - Poblacion - Sua - Sumaguan - Tabayag - Talaga - Talaytay - Talo-ot - Tiguib - Tulang - Tulic - Ubaub - Usmad |

## Demografie
Argao had bij de census van 2015 een inwoneraantal van 72.366 mensen. Dit waren 2.863 mensen (4,1%) meer dan bij de vorige census van 2010. Ten opzichte van de census van 2000 was het aantal inwoners gegroeid met 11.356 mensen (18,6%). De gemiddelde jaarlijkse groei in die periode kwam daarmee uit op 1,13%, hetgeen lager was dan het landelijk jaarlijks gemiddelde over deze periode (1,72%).

De bevolkingsdichtheid van Argao was ten tijde van de laatste census, met 72.366 inwoners op 191,5 km², 377,9 mensen per km².

## Geboren in Argao
- Hilario Davide jr., 20e opperrechter van het Filipijnse hooggerechtshof;